# Quiet Internet Pager
QIP, Quiet Internet Pager, är ett direktmeddelandeprogram, skapat för att utbyta meddelanden via ICQ och AIM genom OSCAR-protokollet. Programmet är gratis, men har inte öppen källkod. Versioner finns för både Windows och Windows Mobile.